# Rhampholeon moyeri
Rhampholeon moyeri — вид ігуаноподібних ящірок родини хамелеонових (Chamaeleonidae). Ендемік Танзанії.

## Поширення і екологія
Rhampholeon moyeri мешкають в горах Східної гірської дуги, зокрема в горах Удзунгва, Рубехо, Укагуру і Нгуру. Вони живуть в незайманих вологих гірських тропічних лісах. Зустрічаються на висоті від 1000 до 2000 м над рівнем моря. Вдень шукають їжу в лісовій підстилці, серед опалого листя, а на ніч перебираються на низько розташовані гілки кущів в підліску.